# Felipe Neri de Almeida
Felipe Neri de Almeida (Ponte Nova, 27 de fevereiro de 1942) é um advogado e político brasileiro do estado de Minas Gerais. É deputado estadual em Minas Gerais, na 10ª e 11ª legislaturas, pelo PMDB.

Foi, depois, deputado federal entre 1991 e 1995. Ocupou os cargos de vice-presidente da Florestas Rio Doce, subsidiária da então Companhia Vale do Rio Doce, de diretor do DER-MG e mais recentemente de secretário municipal de Gestão e Recursos Humanos de Ponte Nova na administração 2004-2008. Atualmente reside em seu HARAS, no município vizinho de Ponte Nova, Teixeiras.